# توني فيشر (متسابق يخت)
توني فيشر (بالإنجليزية: Tony Fisher)‏ هو متسابق يخت أسترالي، ولد في 23 مارس 1927 في سيدني في أستراليا.